# Zawadiwka (obwód chmielnicki)
Zawadiwka (ukr. Завадівка) – wieś na Ukrainie, w obwodzie chmielnickim, w rejonie kamienieckim, w hromadzie Czemerowce. W 2001 liczyła 941 mieszkańców, spośród których 928 wskazało jako ojczysty język ukraiński, 11 rosyjski, 1 mołdawski, a 1 inny.